# ميغيل بريمو دي ريبيرا
ميغيل بريمو دي ريفيرا (بالإسبانية:  Miguel Primo de Rivera)‏ هو ديكتاتور، أرستقراطي وضابط عسكري. ولد بمدينة شريش بإسبانيا في الثامن من يناير سنة 1870م، استلم منصب رئيس وزراء إسبانيا منذ 1923 إلى 1930 خلال فترة عودة البوربون لحكم إسبانيا.وقد آمن بشدة أن السياسيين هم الذين خربوا إسبانيا واعتقد أنه بدونهم يمكنه إعادة مجد الأمة. شعاره كان «الوطن، الدين، الملكية». واعتبر نفسه بأنه «جراح حديد» والتي طالب بها خواكين كوستا. وصفه المؤرخون بالديكتاتور الأحمق الذي يفتقر للفطنة السياسية والتفكير الواضح. فقد الملك الثقة فيه بسبب أفعاله التي خربت الملكية المطلقة خلال فترة اشتداد التوترات الاجتماعية التي أدت إلى الحرب الأهلية الإسبانية. توفي ب16 مارس سنة 1930م.
بعد وفاة عمه سنة 1921 أصبح بريمو دي ريفيرا ماركيز استيلا. وقد قاد وبدعم من الملك ألفونسو الثالث عشر والجيش انقلابا عسكريا استوحاه من انقلاب موسوليني في 23 سبتمبر 1923. ثم عينه الملك رئيسا الوزراء، فوعد بالقضاء على الفساد وتجديد إسبانيا. ومن أجل القيام بذلك علق الدستور وأرسى الأحكام العرفية وفرض نظام رقابة صارم وأنهى نظام تداول السلطة للأحزاب المتناوبة.
قال بريمو دي ريفيرا في البداية أنه سيحكم لمدة 90 يومًا فقط، لكنه فضل البقاء في السلطة. فأسس الدكتاتورية في شكل المجلس العسكري (1923-1925)، ثم تلتها إدارة مدنية (1925-1930) برئاسته أيضا. وتمكن من حل مشكلة المغرب بفضل إنزال الحسيمة 19257. وأسس في سنة 1927 الجمعية الاستشارية الوطنية الذي اعتبر أول برلمان له سمة النقابوية في أوروبا خلال فترة ما بين الحربين العالميتين، من شأنه وضع مشروع أولي لدستور مناهض لليبرالية والاستبدادية. وإثناء الدكتاتورية -في سياق دورة اقتصادية خارجية توسعية من 1924 إلى 1929- كان هناك نمو اقتصادي وتم تطوير سياسة التدخل والحماية من خلال الاستثمار في الأشغال العامة والبنى التحتية. ولكنه لم يجري سوى القليل من الإصلاح الاجتماعي فحاول الحد من البطالة عن طريق إنفاق المال على الأشغال العامة. وللدفع بهذا فرض بريمو دي ريفيرا ضرائب أعلى على الأغنياء. وعندما اشتكوا غير سياسته وحاول جمع الأموال عن طريق القروض العامة. تسبب هذا في تضخم سريع وبعد أن فقد دعم الجيش، اضطر إلى الاستقالة في يناير 1930، ثم انتقل إلى باريس حيث توفي بعدها بفترة قصيرة. وخلال حكمه تمت ترقية فرانكو إلى جنرال، وهو أصغر جنرال حمل تلك الرتبة العالية في أوروبا.

## السنوات الأولى
ولد ميغيل بريمو دي ريفيرا من عائلة عسكرية مالكة لأراضي في خيريز دي لا فرونتيرا. كان والده عقيد متقاعد، وعمه فرناندو هو قائد مدريد العام، وسرعان ماأضحى أول ماركيز لإستيلا. وشارك فرناندو لاحقا في المؤامرة لاستعادة الملكية الدستورية سنة 1875، مما أدى إلى إنهاء الجمهورية الأولى الصاخبة. كان جده الكبير الكونت بيتراند بريمو دي ريفيرا (1741-1813) جنرال وبطل للمقاومة الإسبانية ضد نابليون بونابرت.
نشأ الشاب ميغيل كما وصفه جيرالد برينان:«أرستقراطيًا معاقرا للخمر وزير نساء ومحبا للخيل» حيث حكم «على أكثر عمال زراعة جوعاً واضطهاد في أوروبا». درس التاريخ والهندسة قبل اتخاذه القرار بدخوله العسكرية، حصل على قبول في الأكاديمية العامة التي أنشئت حديثا في طليطلة، وتخرج سنة 1884.

## سيرته العسكرية
انتقل بريمو دي ريفيرا من قادس إلى مدريد سنة 1882، حيث استضافه عمه خوسيه. ودخل الأكاديمية العسكرية في سن الرابعة عشر، ثم أرسل في 1893 إلى مليلية. تقديراً لمميزاته العسكرية في استعادة حصن كابريريزاس ألتاس خلال حرب الريف وسام صليب سان فيرناندو ورقيّ إلى كابتن. أعطته مهنته العسكرية دورًا عندما كان ضابطا صغيرا في الحروب الاستعمارية في المغرب وكوبا والفلبين. ثم شغل عدة مناصب عسكرية مهمة بما في ذلك قائد عام فالنسيا ومدريد وبرشلونة.
أصبح بريمو دي ريفيرا مقتنعاً بأن إسبانيا ربما لا تستطيع التمسك بمستعمرتها في شمال أفريقيا. ولسنوات عديدة حاولت الحكومة دون جدوى سحق المتمردين المغاربة، مما أدى إلى إضاعة الأرواح والمال. وخلص إلى أنه يجب على إسبانيا أن تنسحب من المغرب الإسباني إذا لم يكن بإمكانها السيطرة على المستعمرة. كان على دراية بكوبا والفلبين. في عام 1898 شاهد الهزيمة المهينة في الحرب الإسبانية الأمريكية، مما أوصل إلى نهاية الإمبراطورية العظيمة التي كانت تتمتع بها بلاده. أحبطت تلك الخسارة العديد من الإسبان ومنهم بريمو دي ريفيرا. وانتقدوا السياسيين والنظام البرلماني الذي لا يستطيع الحفاظ على النظام أو تعزيز التنمية الاقتصادية في الداخل، ولا يحافظ على بقايا المجد الإمبراطورية الإسبانية.
أُرسِل بريمو دي ريفيرا إلى كوبا مرتين بين 1895 و 1897، أولاهما برفقة الجنرال كامبوس واستمرت حتى يناير 1896. والثانية برفقة عمه فرناندو بريمو دي ريفيرا من سبتمبر 1896 حتى مارس 1897. وذهب خلال تلك المهام إلى الفلبين، حيث اضطر إلى التفاوض مع المتمردين الفلبينيين بدون دعم أو حراسة. وقد شرعوا في ذلك التفاوض بشبه الجزيرة قبل اندلاع الحرب الإسبانية الأمريكية.
وفي سنة 1902 تزوج بريمو دي ريفيرا من كاسيلدا ساينز دي هيريديا، وهي ابنة آخر رئيس بلدية هافانا تحت الحكم الإسباني، وانجب منها ستة أطفال قبل وفاتها سنة 1908. وفي نفس السنة رقي إلى رتبة عقيد، وتوجه في السنة التالية إلى شمال أفريقيا حيث شارك في حرب المغرب. وفي 1911 نال رتبة لواء. ثم جنرال في 1914. وفي 1915 كان هو في الشبه جزيرة حيث عيّن حاكما عسكريا لقادس. كان أحد الأعضاء الأوائل في مركز العمل النبيل.
وبسبب مهنته العسكرية كانت له ارتباطات بالمجموعة العسكرية الأفريقية، مع أنه تحدث في البداية لصالح التخلي عن محمية شمال إفريقيا.
رقّي إلى رتبة فريق في يوليو 1919. وأصبح قائد فالنسيا ومدريد وكتالونيا العام. وواجه في فالنسيا مشكلة إرهاب الفوضويين التي أرادت تطبيق أساليب سريعة مما استوجب قمعها. واقترح بريمو دي ريفيرا سنة 1917 -وقد أعاد اقتراحه مرة أخرى سنوات 1921 و 1923، بإمكانية إجراء مقايضة مع المملكة المتحدة بتبادل سبتة بجبل طارق، والمفترض لتلك الأفكار الاستسلامية ان توقفه عن عمله حاكما لقادش سنة 1917 وأيضا بصفته قائدا مدريد العام سنة 1921. إلا انه انتخب في سنة 1920 عضوا لمجلس الشيوخ عن مقاطعة قادس. وقد أراد فعليا الانضمام إلى الحكومة في سنة 1921. وفقد بريمو دي ريفيرا شقيقه فرناندو في كارثة أنوال، فأدلى بتصريحا في نوفمبر 1921 في مجلس الشيوخ لصالح التخلي عن مستعمرات شمال أفريقيا، والتي  تسببت بضجة كبيرة في قول نقل عنه:«أعتقد من الناحية الاستراتيجية بأن أي جندي خارج المضيق هو ضرر لإسبانيا»- وقد عزلته الحكومة عن منصبه قائد مدريد العام، وان كان هو مؤيد متشدد للبقاء في أفريقيا. ورث من عمه فرناندو لقب ماركيز استيلا.
في مايو 1922 عينت الحكومة بريمو دي ريفيرا قائد كاتالونيا عام. فأسس في برشلونة علاقات مع سيفيريانو مارتينيز أنيدو الحاكم المدني لمقاطعة برشلونة، ومع خواكين ميلان ديل بوش القائد العام السابق. خلال فترة رئاسته قام بالترويج لاتحادات التجارة الحرة من أجل قمع النقابات، فأصبح شخصية مرغوبة لدى ملاك الصناعة والزراعة الكاتالونيين.

## الحكومة العسكرية

### الانقلاب العسكري

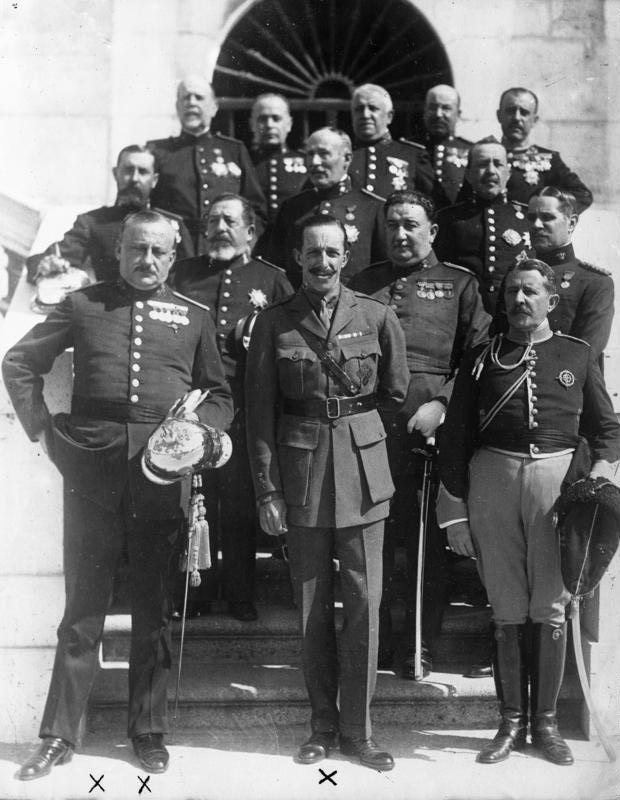
الملك ألفونسو الثالث عشر وبجواره الجنرال بريمو دى ريفيرا في الصف الأول ومعهم مجموعة من الجنرالات.

زادت الصعوبات الاقتصادية التي أعقبت الحرب العالمية الأولى من الاضطرابات الاجتماعية في إسبانيا. يبدو أن كورتيس (البرلمان الإسباني) في ظل الملكية الدستورية ليس لديه حل لبطالة إسبانيا والإضرابات العمالية والفقر. وفي سنة 1921 عانى الجيش الإسباني من هزيمة منكرة بمعركة أنوال في المغرب التي أضرت بالسياسة العسكرية في شمال أفريقيا. وقد دعا نواب الكورتيس في سنة 1923 إلى إجراء تحقيق حول مسؤولية الملك ألفونسو الثالث عشر والقوات المسلحة عن تلك الكارثة، حيث تفشى الفساد في الجيش.
وفي هذا المناخ السياسي المتأثر بكارثة أنوال - وملف بيكاسو - بدأ بريمو دي ريفيرا الاستعدادات لتنفيذ انقلاب عسكري. ففي سبتمبر 1923 انتقل القائد العام لكاتالونيا آنذاك إلى مدريد لمحاولة جمع التأييد للانقلابه المخطط، حيث سرعان ما وجدت المجموعة الرباعية ضالتهم فيه. وانضم خوان أودونيل إلى مؤامرة مدريد في الدقيقة الأخيرة. عند عودته من مدريد بتاريخ 7 سبتمبر توقف بريمو دي ريفيرا في سرقسطة حيث التقى بحاكمها العسكري الجنرال سانخورخو -الذي التزم معهم في زيارة سابقة- لوضع اللمسات الأخيرة على تفاصيل الانقلاب.
وأخيراً ففي منتصف الليل في 12-13 سبتمبر، أعلن ميغيل بريمو دي ريفيرا حالة الطوارئ في برشلونة وانتشر الجنود في الشوارع، فاحتلوا المباني الرئيسية للمدينة. نفس الشيء حدث في بقية المدن الكاتالونية. فنال في المنطقة الكاتالونية دعم الجيش  ودعم السوماتين، وأيضا من الصناعيين والقطاعات المحافظة بشكل عام. وحدث نفس الشيء في سرقسطة وهويسكا خارج كاتالونيا، حيث اتخذ الجيش أماكن إستراتيجية مثل البنوك والسجون ومراكز الهاتف والتلغراف وغيرها، وذلك بفضل سانخورخو الذي نجح في إقناع القائد العام لأراغون بالانكا بالامتناع عن التدخل. وخلال ذلك الصباح الباكر أجرى الجنرال أيزبورو وزير الحربية اتصالا تلغرافيا مع بريمو دي ريفيرا الذي شرح له أسباب تصرفاته، وفي نقطة معينة انقطع الاتصال مما يعني إعلانه صراحة نفسه أنه في حالة تمرد.
خلال ذلك اليوم أعطى بريمو دي ريفيرا مرؤوسيه شعار «انتظروا وقاوموا»، وكرس نفسه باعطاء عدة بيانات مطمئنة للصحافة وتجنب الأسئلة المحرجة وانتقاد السياسيين. ولكن وفقا لبن عامي كان بريمو دي ريفيرا على علم بالعزلة العسكرية التي هو فيها خارج كاتالونيا وأراغون، فلا يوجد جنرالا مؤيد له. وعلى الرغم من أن الجيش لم يؤيد الانقلاب، إلا أنه لم يكن مؤيدا للدفاع عن النظام الدستوري. وكذلك كانت الحكومة منقسمة على نفسها، حيث اعرب وزيرين فقط معارضتهم للانقلاب بينما كان البقية في موقف متردد. وعارض وزير البحرية الأدميرال أثنار قصف سفن الأسطول المتمردين في برشلونة. وفي يوم 14 عاد الملك إلى مدريد من سان سيباستيان. وفي الاجتماع الذي عقده مع رئيس الحكومة غارسيا برييتو لم يدعمه عندما اقترح عقد الكورتيس وفصل القادة العسكريين المتمردين. فاستقال غارسيا بريتو بسرعة مباشرة بعد ذلك. وبعد مشاورات قرر ألفونسو الثالث عشر طلب بريمو دي ريفيرا إلى مدريد. ففي الساعة الواحدة وخمس عشرة ظهراً منح الملك السلطة إلى بريمو دي ريفيرا، فأعلن القائد العام مونيوز كوبوس حالة الطوارئ في مدريد.

### الدكتاتورية

#### الإدارة العسكرية

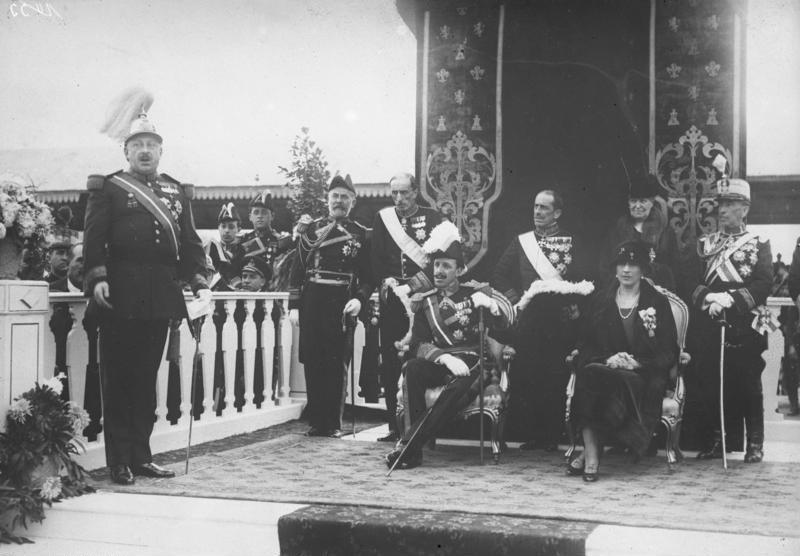
بريمو دي ريفيرا يلقي خطابًا أمام الأسرة الملكية الإسبانية بمناسبة الذكرى الخامسة والعشرين لتتويج ألفونسو الثالث عشر.

حظي الانقلاب باستحسان من جناح الموريون ومن الأحزاب غير الملكية ومن وسائل الإعلام ومنظمات أرباب العمل وحتى من جانب عدد كبير من المواطنين بعد انسداد الأفق السياسي. أما الملك الذي ادعى أنه كان على علم مسبق بالانقلاب، فقد أيد بحماس فترة مؤقتة للدكتاتورية. حيث علقت الإدارة العسكرية الضمانات الدستورية وأعلنت الأحكام العرفية وعزل السلطات الإقليمية والمحلية (حكام مدنيين ورؤساء بلديات ورؤساء مجالس المقاطعات) واحلال العسكر محلهم. وقد قرر بريمو على الفور مواصلة الإدارة العسكرية بمجرد وصوله إلى مدريد بدلاً من إنشاء الإدارة المدنية المخطط له والتي يرأسها بنفسه.
في سبتمبر 1923 م قام بتمديد السوماتين -وهي ميليشيا كتالونية تقليدية- لتعمل على كامل الأراضي الإسبانية بموجب المرسوم الملكي الصادر في 17 سبتمبر ونص على قرار ملكي في 30 سبتمبر بوقف جميع أعضاء المجالس البلدية مع الاستعاضة عن ذلك بمجالس نصبتهم الحكومة العسكرية - دافعي الضرائب المنتخبين بشكل غير ديمقراطي - في عملية تقودها تلك السلطة؛ هؤلاء الأعضاء سيكونون مسؤولين عن انتخاب رئيس البلدية وبقية مكاتب البلدية
في نوفمبر 1923 رافق بريمو دي ريفيرا الملك ألفونسو الثالث عشر في رحلة إلى إيطاليا للقاء موسوليني حيث أعطى للدكتاتور الإيطالي مقارنة بين الفاشية وحركته الانقلابية، وكذلك بين السوماتين مع حركة القمصان السوداء. وعندما أراد بريمو شغل الحيز السياسي الذي تركته الأحزاب الملكية السابقة (المحافظة والليبرالية) أطلق في أبريل 1924 ماأسماه الاتحاد الوطني باعتباره الحزب الرسمي للنظام تحت مبدأ الدين والوطن والملك، وهي مبادئ قريبة جدا من الثلاثية الكارلية (الله الوطن والملك). وتعددت تركيبة الحزب وفقا لخوسيه مانويل كوينكا توريبيو: فقد جمع الحزب البرجوازية مع الريفية والطبقات الحضرية وكبار رجال الدولة السابقين والمزارعين ومستغلي الفرص.
سعت الإدارة العسكرية بعد نجاح انقلابها إلى إلغاء الاتحاد الوطني للعمل (CNT) الأناركي وقمعته قمعا لاهوادة فيه. ونجح بريمو دي ريفيرا في اجتذاب حزب العمال الاشتراكي الإسباني (PSOE) واتحاد العمال العام (UGT) للتعاون مع الديكتاتورية. وعلى الرغم من أن الحزب الشيوعي الإسباني (PCE) لم يكن ذا أهمية في ذلك الوقت، إلا أن بريمو دي ريفيرا استغله لاحقًا بان تهديد الشيوعية كان أحد الحجج المبررة لانقلابه. فتم نهب مقر الحزب واغلاقه في نهاية 1923.
وبموجب المرسوم الملكي المؤرخ 12 يناير 1924 للنظام الأساسي للأقاليم شرع بريمو بحل مجالس الأقاليم باستثناء مجالس غيبوثكوا وألافا والباسك ونافارا ذات الإمتيازات تاركاً انتخاب نواب المقاطعات الجدد حسب تقدير الحاكم المدني للمقاطعة.

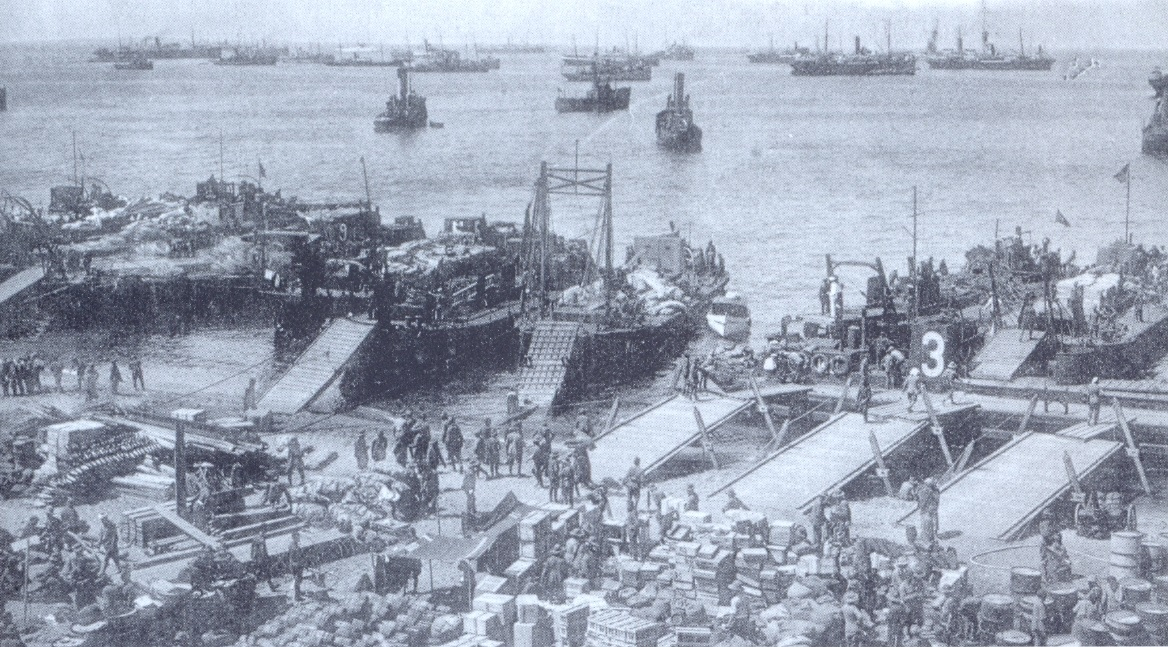
إنزال الحسيمة في سبتمبر 1925

افتقرت إستراتيجية بريمو دي ريفيرا في محمية المغرب إلى مخطط واضح على المدى الطويل، واتخذ قرارات متسرعة على أساس مبادئ واقعية، واقترح حلول مختلفة كلما ظهرت مشاكل. وبعد استقالة المفوض السامي للمغرب لويس ايزبورو في أكتوبر 1924 تولى شخصيا منصب المفوض السامي الإسباني في المغرب. وفي نوفمبر انسحبت القوات الإسبانية من منطقة شفشاون [الإسبانية] وجبالة مما سمح بتقصير خطوط الجبهة. لكن الانسحاب تم في ظروف مناخية سيئة للغاية فاستفاد منها عبدالكريم الخطابي الذي أعلن نفسه زعيم جمهورية الريف لشن هجوم عليهم. فكانت الكارثة، فالإصابات كانت أكثر من اصابات معركة أنوال قبل ثلاث سنوات، ولكنها أقل قتلى. فاستولى الخطابي على الكثير من أراضي الحماية الإسبانية. وبفضل الرقابة تمكن بريمو دي ريفيرا من إخفاء حجم الكارثة عن الرأي العام. وفي ربيع 1925 أخطأ ثوار الريف عندما هاجموا المواقع الفرنسية مما أعطى لبريمو المساحة لإنقاذ وضعه السيئ، فأضحى هناك إمكانية للتعاون الفرنسي-الإسباني. ومع ذلك فقد كانت الخلافات واضحة بين الأفكار الفرنسية للمارشال فيليب بيتان بوضع خطة شاملة لاحتلال الريف لتهدئة المنطقة، ورأي بريمو دي ريفيرا الذي كان متفائلا بفكرة أن إنزال الحسيمة سيمكن تلك القوات من تهدئة المنطقة دون الحاجة إلى مواصلة الحملة بعيدا عن الساحل. وقد لقيت تلك العملية معارضة من الملك. وبعد انتهائها استقال من منصب المفوض السامي وأعطاها لخوسي سانخورخو في نوفمبر 1925. ولكن لم تهدأ المنطقة إلا بعد مرور عامين من الحملة العسكرية، أي ربيع 1927.
تولى بريمو دي ريفيرا الذي اعتمد في بداية انقلابه على الرابطة في الأقاليم الكاتالونية، ولكنه سرعان ماعتمد سياسات مناهضة للكتالونية. وحظر استخدام الكتالانية في الأعمال الرسمية والاحتفال بيوم كتالونيا الوطني وأغلقت الجمعيات الإقليمية الكاتالونية. واتخذت الديكتاتورية تدابير هدفت إلى فرض اللغة القشتالية في مجالات الدولة المختلفة مثل التعليم والتي نفذت ضد اللغة الكاتالونية بطريقة منهجية، رغم أنها ليست وحشيًة. ومع ذلك تميز العمل القمعي بتعسف مربك، حيث ركز على الرموز وليس ضد اللغة الكاتالونية. والدليل هو ازدياد عدد الصحف المكتوبة بتلك اللغة خلال الديكتاتورية. وفي 12 مارس 1925 شرع بريمو دي ريفيرا في حظر كومنولث كاتالونيا.
شكل بريمو دي ريفيرا في 3 ديسمبر 1925 الحكومة المدنية الأولى التي هي برئاسته بعد انهائه الإدارة العسكرية
.

#### الإدارة المدنية

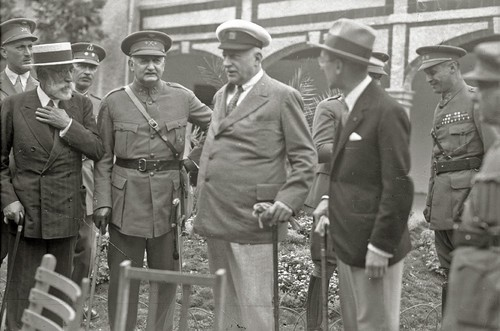
الجنرال ميغيل بريمو دي ريفيرا، في الوسط بلباس مدني وقبعة بحار في سان سيباستيان سنة 1927.

مهدت الإدارة العسكرية الطريق إلى الإدارة المدنية (1925-1930) حيث أنشئت الجمعية الاستشارية الوطنية (1927).
بعد قبول ألمانيا أكبر الخاسرين في الحرب العظمى عضوا دائما في عصبة الأمم، اشترط دي ريفيرا التخلي عن مطالبة إسبانيا بالعضوية الدائمة في عصبة الأمم إذا ضمت طنجة إلى المغرب الإسباني. ولكن بعد التقارب بين أسبانيا دي ريفيرا وإيطاليا الفاشية المجسدة بالتوقيع في 7 أغسطس 1926 على معاهدة الصداقة بين البلدين رفع بريمو مطالبه بامتلاك طنجة بالإضافة إلى العضوية الدائمة في عصبة الأمم. إلا أن فرنسا والمملكة المتحدة اعتبرا ذلك أمرًا غير مقبول ورفضتا المطالب. فانسحبت إسبانيا من عصبة الأمم في 19 سبتمبر 1926. وبعد استقالة وزير الدولة خوسيه يانجاس ميسي بسبب خلافاته مع بريمو دي ريفيرا في فبراير 1927 -بالرغم من تعيينه لاحقًا رئيسًا للجمعية الاستشارية الوطنية- أصبح بريمو دي ريفيرا مسؤولاً عن حقيبة الخارجية. فعادت أسبانيا إلى عصبة الأمم في مارس 1928 بعد سنة ونصف من انسحابها.
فشلت محاولة انقلابية ضد الديكتاتورية المسماة «سانخوانادا» في يونيو 1926، والتي سببها مايسمى «قضية المدفعية» الناجمة عن بطلان بريمو الترقيات حسب الترتيب العسكري لضباط المدفعية والمهندسين الذين تكون ترقيتهم فقط بالأقدمية، قاد المعارضة الدستورية للديكتاتورية رفاييل سانتشيث غيرا ودخل معه كونت رومانونس وميلكياديس ألفاريز فشاركوا في الانقلاب.
عمل بريمو دي ريفيرا على بناء البنية التحتية لبلاده المتخلفة اقتصاديًا. فقد كان لدى أسبانيا عدد قليل من السيارات عندما وصل إلى السلطة؛ ولكن ماإن حلت 1930 حتى كانت إسبانيا تمتلك أفضل شبكة لطرق السيارات في أوروبا. وافتتح مترو برشلونة الذي شرع ببناءه سنة 1924. ومن انجازاته في النزعة الحمائية للإنتاج الوطني في شهر يونيو 1927 إنشاء شركة كامبسا CAMPSA، وشركة تليفونيكا التي تمتلك شركة ITT الأمريكية معظم أسهمها. وبنى مخططوه الاقتصاديون السدود لتسخير الطاقة الكهرومائية للأنهار، خاصة نهر دورو وإبرو لتوفير المياه للري. لأول مرة وصلت الكهرباء إلى المناطق الريفية في إسبانيا. وقام النظام بتحسين خطوط السكك الحديدية في إسبانيا، مما ساعد صناعة الحديد والصلب الأسبانية على الازدهار. وبين سنوات 1923-1927 زادت التجارة الخارجية بنسبة 300٪. وسببه هو تدخل الحكومة لحماية المنتج الوطني من المنافسة الأجنبية. مثل هذه القومية الاقتصادية كانت إلى حد كبير من بنات أفكار خوسيه كالفو سوتيلو وزير مالية بريمو دي ريفيرا. وقد استفادت إسبانيا من الطفرة الأوروبية بعد الحرب العالمية الأولى، جاء نموها الاقتصادي أيضًا من سياسات بريمو دي ريفيرا والتنظيم الاقتصادي الذي أعطاه نظامه للبلاد.

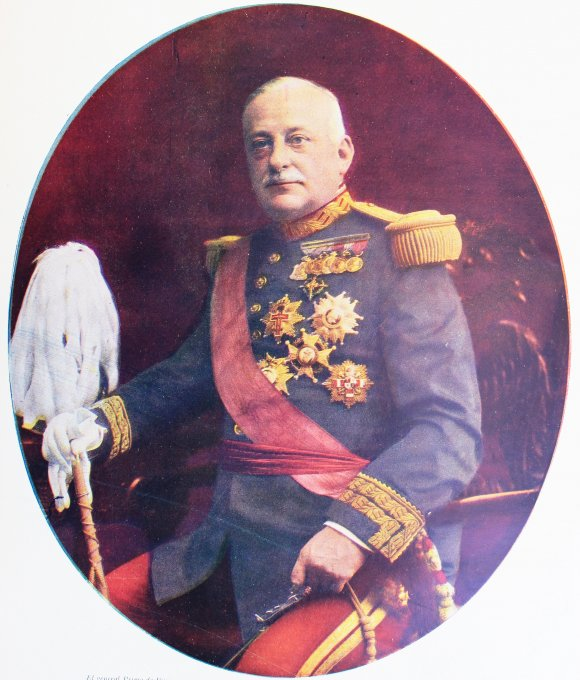
الجنرال ميغيل بريمو دي ريفيرا

ولكن سبب ذلك الاطمئنان الجزئي يعود إلى طرق الديكتاتورية باستيعاب مصالح العمال الإسبان، تقليدًا لطريقة بينيتو موسوليني في إيطاليا. فاستندت سياستها الاقتصادية إلى تدخل الدولة القوي من خلال هيئتها منظمة الشركات الوطنية التي أنشئت سنة 1924 (لايمكن إقامة أي صناعة جديدة بدون موافقة المجلس)، فأجبر بريمو دي ريفيرا أرباب العمل والعمال على التعاون من خلال تنظيم 27 شركة (لجان) مثلت مختلف الصناعات والمهن. ضمن كل شركة، توسط المحكّمون الحكوميون في النزاعات على الأجور والساعات وظروف العمل. وقد أعطى هذا الأمر للعمال الأسبانيين نفوذاً أكثر من أي وقت مضى، وقد يكون هذا هو السبب في أن حزب العمال الاشتراكي واتحاد العمال العام سارعوا بالتعاون مع الحكومة وقادتها ينتمون إلى تلك اللجان. استفاد العمال الأفراد أيضًا لأن النظام قام بأعمال عامة ضخمة. موّلت الحكومة مثل هذه المشروعات باللجوء إلى إصدار سندات الدين خارجية وداخلية قوية، وهو ما قال كالفو سوتيلو إنه سيتم سدادها من خلال زيادة الضرائب الناتجة عن التوسع الاقتصادي. فقد اختفت البطالة بقوة.
شهدت البيزيتا ارتفاعا في الفترة 1926-1927، إلا أن قيمة العملة بدأت بالانحدار سنة 1928، ظهر من المدافعين - مثل فلوريس دي ليموس - فطالبوا بتغيير غطاء الذهب. وكان سوء الوضع الاقتصادي هذا أحد العوامل الكامنة وراء استقالة وزير المالية كالفو سوتيلو. فقد هبطت البيزيتا أمام الإسترليني ثلاث مرات تقريبًا وانهار النمو الاقتصادي.
وفي يناير 1929 فشلت محاولة انقلاب أخرى من الإطاحة بالدكتاتورية بقيادة خوسيه سانشيز غيرا. فتعرض سانشيز غيرا لمحاكمة عسكرية بتاريخ 28 أكتوبر 1929 لكن تمت تبرئته، حيث أكد مشروعية مقاومته ضد نظام غير شرعي المنشأ والممارسة.

### سقوط الدكتاتور والنفي
لم يكن الرخاء الذي جلبه بريمو دي ريفيرا إلى إسبانيا بدون ثمن: فنظامه كان ديكتاتوريا وإن كان معتدلًا، إلا أن الصحافة كانت مراقبة. وعندما انتقد المثقفون والأدباء الحكومة قام بإغلاق نادي أتينيو مدريد El Ateneo أشهر نادي سياسي أدبي في البلاد. واعتبر أن الاتحاد الوطني للعمل (CNT) هو اتحاد فوضوي وليس له دعم من الحزب الاشتراكي، فقام الجيش بتفكيك الإضرابات العامة التي نظمها الاتحاد. أما في كتالونيا فكي يقمع النظام حمى الانفصال في برشلونة حاول القضاء على الثقافة الكاتالونية. فأصبح استخدام اللغة الكاتالونية في خدمات الكنيسة أو رقصة السردانة مخالفة قانونية. علاوة على ذلك فإن الكثير من إصلاحات الديكتاتور الاقتصادية لم تساعد الفقراء فعليًا، حيث أدى الإنفاق العام الضخم إلى التضخم، والذي يمكن للأغنياء التعامل معه بسهولة أكبر. أدى ذلك إلى تفاوت كبير في الدخل بين الأثرياء والطبقات العاملة في إسبانيا في ذلك الوقت.
على الرغم من نظامه الأبوى المحافظ إلا أن بريمو دي ريفيرا كان مصلحا نوعا ما وسياساته كانت راديكالية بما فيه الكفاية لتهديد مصالح النخبة التقليدية في السلطة. وفقًا للمؤرخ البريطاني جيرالد برينان:«احتاجت إسبانيا إلى إصلاحات جذرية، أما بريمو فلم يتمكن من الحكم إلا بعد موافقة أكثر القوى رجعية في البلاد (الجيش والكنيسة)».
لم يجرؤ بريمو دي ريفيرا على معالجة المشكلة التي كانت تعتبر أكثر مشاكل إسبانيا إلحاحًا: الإصلاح الزراعي لأنها كانت ستثير عليه النخبة الملكية الكبرى. وذكر المؤرخ ريتشارد هير أن «بريمو لم يرد ايقاظ الكلاب النائمة، خاصة إذا كانت كبيرة».
أما فشل بريمو دي ريفيرا الأساسي فهو عدم استطاعته خلق نظام سياسي مشروع وقابل للتطبيق للحفاظ على إصلاحاته ومواصلتها. وبدا أنه كان صادقا كي تكون الديكتاتورية قصيرة قدر الإمكان، وأراد في البداية أن تتعايش إسبانيا مع دستور 1876 وأن يكون لديها مجموعة جديدة من السياسيين. إلا أن المشكلة فكانت في إيجاد قيادة مدنية جديدة لتحل محل الجيش.
فبدا بريمو في سنة 1923 بإنشاء حزب جديد وغير سياسي اسماه الاتحاد الوطني (UP) الذي شكله رسميًا في العام التالي. وادعى زاعما أن أعضاء الاتحاد الوطني كانوا فوق الخلافات والفساد في السياسات البسيطة، وأنهم وضعوا مصالح الأمة فوق مصالحهم. واعتقد أن ذلك سيجلب ديمقراطية مثالية إلى إسبانيا من خلال تمثيل الرأي العام الحقيقي. لكن من الواضح أن الاتحاد الوطني كان حزباً سياسياً بالرغم من تأكيدات الديكتاتور الساذجة. وفوق ذلك فقد فشل الاتحاد في جذب أعضاء كثر أو حتى نيل دعم حماسي له.
وفي 3 ديسمبر 1925 أراد بريمو استعادة الحكم الشرعي من خلال إلغاء الإدارة العسكرية وإحلال إدارة مدنية محلها، مع ابقاء الدستور معلق. فتزايدت الانتقادات ضد النظام. فضغط السياسيون السابقون بقيادة خوسيه سانشيز غيرا المحافظ في صيف 1926 على الملك لإزاحة بريمو دي ريفيرا واستعادة الحكومة الدستورية. ولإثبات دعمه الشعبي أمر بريمو دي ريفيرا الاتحاد الوطني بإجراء استفتاء عام في سبتمبر. يمّكن للناخبين تأييد النظام أو الامتناع عن التصويت. ورفض حوالي ثلث القادرين على التصويت الذهاب إلى صناديق الاقتراع.
أصيب بريمو دي ريفيرا بخيبة أمل حيث بدت شعبيته بالانحطاط، وبعدما فقد دعم الملك ألفونسو الثالث عشر وغالبية القادة العسكريين - باستثناء الجنرال سانخورخو-. ثم بدأت الحالة الصحية لبريمو دي ريفيرا بالتفاقم بسبب معاناته من مرض السكري. وفي يناير 1930 جرى الإعداد لانقلاب في أندلوسيا بتاريخ 28 يناير، حيث أبلغ بها كلا من مانويل بورغوس مازو ودييغو مارتينيز باريو وميغيل مورا وكارلوس دي بوربون وربما الملك نفسه أيضا. وكان من المقرر أن يديرها حاكم قادس العسكري الجنرال غوديد. إلا أن ذلك لم يحدث بسبب استقالة بريمو دي ريفيرا الرسمية في 28 يناير لأسباب صحية، فذهب إلى منفاه في باريس. فكُلِّف الجنرال داماسو بيرنجير بإدارة الحكومة ، مما أفسح المجال أمام الفترة المعروفة باسم «Dictablanda» ، والتي كان من المفترض أن تعود تدريجيا إلى الوضع الطبيعي الدستوري قبل 1923 . وفي يوم 16 مارس 1930 توفي بريمو دي ريفيرا في باريس بسبب مرض السكري الذي عانى منه مع آثار الأنفلونزا. ودُفنت رفاته في مقبرة سان إيسيدرو في مدريد، ثم نقلت رفاته لاحقا إلى بازيليكا دي لا ميرسيد في شريش.

## انظرأيضاً
- ديكتاتورية بريمو دي ريفيرا
- الجمعية الاستشارية الوطنية
- المؤامرة الرباعية
- قانون البلديات لسنة 1924
- النظام الأساسي للأقاليم لسنة 1925
- قانون احتكار النفط لسنة 1927
- مسودة دستور إسبانيا 1929
- منظمة الشركات الوطنية
- سوماتين

### ملاحظة
1. ↑  عين في أكتوبر 1915,[38] انتهى عمله في مارس 1917.[39]
2. ↑  من المنطقة العسكرية الثالثة (فالنسيا) بين يوليو 1920 ويونيو 1921;[44][45] المنطقة العسكرية الأولى (مدريد) بين يونيو ونوفمبر 1921.[45][46]
3. ↑  وقد ترددت الشائعات دون دليل واضح أن أغيليرا قد هدد بانقلاب في يوليو.[58]
4. ↑  وتم النظر في تعديل نظام التمثيل البلدي بواسطة نظام ديمقراطي بموجب قانون المرسوم الملكي المؤرخ 8 مارس 1924، ولكن لم يتم اجراء أي انتخابات بلدية خلال الديكتاتورية مع التنظيم المذكور.[79]
5. ↑  كثفت الديكتاتورية حملتها في الريف باستخدام غازات الكلوروبكرين والفوسجين والخردل التي استخدمتها فعليا قبل انقلاب سبتمبر 1923 ضد مقاتلي وأهالي الريف كما ادعى العديد من الضحايا المدنيين.[99]
6. ↑  بموجب المرسوم الملكي ابتاريخ 3 ديسمبر 1925 فقد ألغيت وظائف الرئيس وأعضاء الإدارة العسكرية;[106] وأصبح بريمو دي ريفيرا رئيسًا لمجلس الوزراء.[107]
7. ↑  هو وزير الخارجية رسميا حتى نوفمبر 1928، ثم توقف عن ذلك على الرغم من أنه ظل يمارس مهام الخارجية بجانب منصب رئيس مجلس الوزراء.[114]

## وصلات خارجية
- ميغيل بريمو دي ريفيرا على موقع الموسوعة البريطانية (الإنجليزية)